# Polské fotbalové mistrovství 1922
Třetí ročník Mistrzostwa Polski w piłce nożnej (Polského fotbalového mistrovství) se konal od 29. července do 22. října 1922.
Soutěže se zúčastnilo již nově osm klubů ve dvou skupinách po čtyřech. Vítězem se stal Pogoń Lvov, který hrál ve dvou utkání s Warta Poznaň 1:1 a 4:3.